# Sergokala
Sergokala (en russe : Сергокала), est un village du raïon de Sergokala du Daghestan, en Russie. Sa population s'élevait à 8 803 habitants au recensement de 2021.

## Géographie
Le village de Sergokala se situe dans le Daghestan, une république de Ciscaucasie, en Russie, qui fait partie du district fédéral du Caucase du Nord. Le village fait partie du raïon de Sergokala, un raïon du sud de la république, dont il est le centre administratif.
Sergokala, comme tout le Daghestan, est située dans le fuseau horaire MSK (heure de Moscou). Le décalage horaire appliqué par rapport au temps universel coordonné est +03:00.

## Démographie
Recensements (*) et estimations de la population:
| 1895 | 1926* | 1936* | 1959* | 1970* | 1979* |
| ---- | ----- | ----- | ----- | ----- | ----- |
| 244  | 647   | 1 814 | 4 026 | 4 661 | 4 825 |

| 1989* | 2002 * | 2010* | 2021* | - | - |
| ----- | ------ | ----- | ----- | - | - |
| 5 470 | 7 627  | 8 143 | 8 803 | - | - |